# Jörg Schaefer
Jörg Schaefer (* 17. Juli 1959 in Leckingsen, heute Iserlohn) ist ein ehemaliger deutscher Leichtathlet, der sich auf den Hammerwurf spezialisiert hatte.

## Karriere
Jörg Schaefer trat bis 1981 für TuS Iserlohn 1846 an und wechselte dann zum TV Wattenscheid. Parallel war er als Rasenkraftsportler für den VfL Wolfsburg aktiv.
Seinen einzigen Meistertitel in der Leichtathletik erkämpfte Schaefer bei den Deutschen Meisterschaften 1987. 1982 wurde er Zweiter hinter Klaus Ploghaus, 1985 hinter Christoph Sahner. 1984, 1988 und 1989 belegte Schaefer jeweils den dritten Platz. Im Rasenkraftsport gewann er im Schwergewicht mehrere Meistertitel im Gewichtwerfen.
Schaefer startete von 1981 bis 1990 bei 17 Meisterschaften und Länderkämpfen im Nationaltrikot für den DLV. Bei den Europameisterschaften 1982 in Athen erreichte er mit 74,08 Meter den neunten Platz. Vier Jahre später bei den Europameisterschaften 1986 in Stuttgart wurde er Fünfter mit 79,86 Meter. Hinter drei Werfern aus der Sowjetunion belegten die sechs deutschen Werfer aus Ost und West die nächsten sechs Plätze. Im Jahr darauf bei den Weltmeisterschaften 1987 in Rom schied Schaefer in der Qualifikation aus.
Seine Bestleistung von 79,92 Meter warf Schaefer am 15. August 1986 in Berlin.